# Martin Chales de Beaulieu
Franz Martin Chales de Beaulieu (11 de noviembre de 1857 - 27 de abril de 1945) fue un general alemán en la I Guerra Mundial. También estuvo envuelto en las guerras herero como jefe de Estado Mayor de Lothar von Trotha.

## Biografía
Franz Martin Chales de Beaulieu era el hijo de Eduard Chales de Beaulieu.
En 1877, Beaulieu ingresó en el Ejército prusiano como Fahnenjunker en el 2.º Regimiento de Granaderos de la Guardia. El 12 de octubre de 1877, Beaulieu fue ascendido a Teniente-Segundo. En 1887, fue promovido a Teniente-Primero. En 1891, Beaulieu se convirtió en adjunto de Alfred von Schlieffen, el Jefe del Estado Mayor General Alemán. En 1894, Beaulieu formó parte de nuevo con el 2.º Regimiento de Granaderos de la Guardia en Berlín. Después sirvió en el personal de la 2.ª División de la Guardia antes de convertirse en mayor el 18 de noviembre de 1897; después sirvió en el personal del VI Cuerpo. En 1901, estuvo una vez más con el 2.º Regimiento de Granaderos de la Guardia y en 1902, Beaulieu estuvo de nuevo como adjunto de Alfred von Schlieffen. En 1903, Beaulieu sirvió como jefe de sección en el estado mayor general y el 24 de abril de 1904 fue promovido a Oberstleutnant. Después de su promoción, Beaulieu pasó a formar parte del Schutztruppe y se convirtió en jefe de Estado Mayor del General Lothar von Trotha durante las guerras herero. Después Beaulieu retornó a Alemania y pasó a ser jefe de Estado Mayor del II Cuerpo. El 16 de octubre de 1905, Beaulieu se convirtió en comandante del 32.º Regimiento de Infantería. Fue promovido a Oberst en 1907 y a Mayor General en 1911. Se convirtió en comandante de la 74.ª Brigada de Infantería. El 25 de junio de 1913, Beaulieu se convirtió en Teniente General y comandante de la 12.ª División.
Al estallar la I Guerra Mundial, la 12.ª División de Beaulieu formaba parte del 4.º Ejército a las órdenes del Duque Alberto de Wurtemberg. En consecuencia, la división sirvió en el frente occidental y participó en la batalla de las Ardenas. En 1916 el Oberste Heeresleitung nombró a Beaulieu comandante del XIV Cuerpo, reemplazando a Karl von Hänisch. El 5 de septiembre de 1917, Beaulieu recibió la Pour le Mérite de manos de Guillermo II por sus acciones en la guerra. En el mismo día Beaulieu fue apartado de su puesto y retirado. Poco después de su retiro, el 3 de enero de 1918, Beaulieu recibió el brevet de General de Infantería.

## Condecoraciones

#### Condecoraciones alemanas
Reino de Prusia
- - Cruz de Hierro (1914), Primera y Segunda Clase
  - Pour le Mérite, 5 de septiembre de 1917
  - Orden del Águila Roja, 2.ª Clase[2]
  - Condecoración al Servicio[2]
- Reino de Baviera
  - Orden al Mérito Militar, 3.ª Clase con Espadas[2]
- Reino de Sajonia
  - Cruz de Oficial de la Orden de Alberto[2]
- Ducados Ernestinos
  - Comandante de la Orden del Halcón Blanco[2]
  - Comandante de 1.ª Clase de la Orden de la Casa Ernestina de Sajonia[2]
- Reino de Wurtemberg
  - Cruz de Honor de la Orden de la Corona con Espadas[2]
  - Cruz de Caballero de 1.ª Clase de la Orden de Federico[2]

#### Condecoraciones extranjeras
- Reino de Italia
  - Cruz de Oficial de la Orden de los Santos Mauricio y Lázaro[2]
  - Cruz de Oficial de la Orden de la Corona de Italia[2]
- Imperio austrohúngaro
  - Cruz de Caballero de la Orden imperial de Leopoldo[2]
  - Orden imperial de la Corona de Hierro, 3.ª Clase[2]
  - Cruz de Caballero de la Orden imperial de Francisco José[2]
- Reino de Rumania
  - Comandante de la Orden de la Corona[2]